# ジョアニー・ロシェット
ジョアニー・ロシェット（フランス語: Joannie Rochette, 1986年1月13日 - ）は、カナダのフィギュアスケート選手（女子シングル）。2010年バンクーバーオリンピック銅メダリスト。2009年世界選手権2位、2006年トリノオリンピック5位。引退後はカナダで医師として働いている

## 人物
力強いジャンプとエレガントな滑りが持ち味。アクセルを除く5種類の3回転のジャンプをクリーンに跳び分けることができる選手である。
過去には2006年トリノオリンピックで知り合ったスピードスケート選手、フランソワ＝ルイ・トランブレーと交際しており、2008年7月からはモントリオールのダウンタウンで同棲していた。
また、安藤美姫やカロリーナ・コストナーとはジュニア時代から一緒の試合に出ていた同年代のスケーターだったため仲が良い。

## 経歴
1986年1月13日、ケベック州モントリオールで生まれる。6歳でスケートを始めた。カナダ選手権で2000年にノービスクラスを、2001年にジュニアクラスを制し、2002-2003シーズンからはシニアクラスで競技している。2003-2004シーズンからISUグランプリシリーズに参戦し、翌2004-2005シーズンのエリック・ボンパール杯で初優勝。GPファイナルでは初出場ながら3位となり、カナダの女子シングル選手としては1995-1996シーズンのジョゼ・シュイナール以来となるメダルを獲得。同シーズンの2004年カナダ選手権で優勝し、カナダ選手権の3つのクラスで優勝を果たした。
2005-2006シーズン、カナダ選手権で2連覇を達成。トリノオリンピックでは、SPでミスが出て9位と出遅れたが、FSではほぼミスのない演技をして5位入賞を果たした。カナダで開催された世界選手権ではメダルが期待されていたが、SP、FSともにミスがあり、7位入賞にとどまった。
2008-2009シーズンは好調で、GPファイナルこそSPでの出遅れが響いて4位に終わったものの、その前のスケートカナダ、エリック・ボンパール杯で2連勝。カナダ選手権では5連覇を達成し、続く四大陸選手権、世界選手権ではともに大きなミスのない演技で銀メダルを獲得した。カナダの女子シングル選手が世界選手権の表彰台に上るのは、1988年大会銀メダルのエリザベス・マンリー以来21年ぶり。

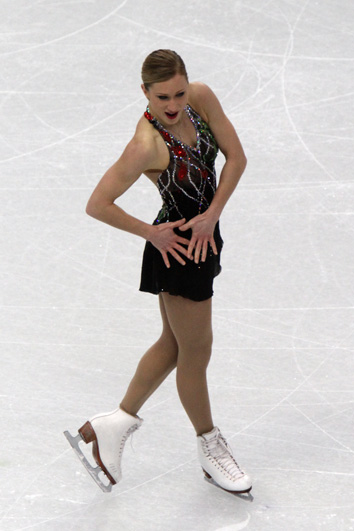
2010年バンクーバーオリンピックでの演技

2009-2010シーズン、カナダ選手権で6連覇を果たし、地元開催となったバンクーバーオリンピック代表に選出された。オリンピックでは200点の大台を超え銅メダルを獲得。閉会式ではカナダ選手団の旗手を務めた。続く世界選手権は欠場した。
2010-2011シーズンと2011-2012シーズンは10月のジャパンオープンに出場したのみで、ISU公式競技会はすべて欠場した。
2012年10月5日、日本で開催された第1回メダルウィナーズオープンに出場し荒川静香に次いで2位となる。
引退後は2015年からマギル大学の医学部に進学。2020年4月に学位を取得し、医師となり、新型コロナウイルス感染症の世界的流行の期間、ケベック州の介護施設で働く事を明かしている。

## バンクーバー五輪での母の死
バンクーバー五輪では女子シングル開幕直前に母親が心臓発作で死去した。母親の死のショックで欠場を本気で考えたが、母の「私はあなたに“強くなりなさい”って言ってきたでしょう」という声が聞こえたという。フリースケーティング後半では力尽きていたが、最後のトリプルサルコウを飛べたのはママが持ち上げてくれたからだと語っている。また「（キム・）ヨナと（浅田）真央にも感謝したい。二人が果敢に3回転-3回転や3回転アクセルに挑んだ姿を見て、私は悲しいことなんか忘れて正直、燃えたわ。ありがとう」とコメントしている。2月27日、バンクーバー五輪組織委員会から、痛みや障害を克服して世界を感銘させた選手に贈る「テリー・フォックス賞」が贈られた。

## 主な戦績
| 大会/年           | 98-99 | 99-00 | 00-01 | 01-02 | 02-03 | 03-04 | 04-05 | 05-06 | 06-07 | 07-08 | 08-09 | 09-10 |
| ----------------- | ----- | ----- | ----- | ----- | ----- | ----- | ----- | ----- | ----- | ----- | ----- | ----- |
| 冬季オリンピック  |       |       |       |       |       |       |       | 5     |       |       |       | 3     |
| 世界選手権        |       |       |       |       | 17    | 8     | 11    | 7     | 10    | 5     | 2     |       |
| 四大陸選手権      |       |       |       | 9     | 8     | 4     |       |       | 3     | 2     | 2     |       |
| 世界国別対抗戦    |       |       |       |       |       |       |       |       |       |       | T2/P2 |       |
| カナダ選手権      | 15 N  | 1 N   | 1 J   | 3     | 2     | 2     | 1     | 1     | 1     | 1     | 1     | 1     |
| GPファイナル      |       |       |       |       |       |       | 3     |       |       |       | 4     | 5     |
| GPスケートカナダ  |       |       |       |       |       | 10    |       | 2     | 1     | 3     | 1     | 1     |
| GP中国杯          |       |       |       |       |       |       | 3     |       |       |       |       | 3     |
| GPエリック杯      |       |       |       |       |       |       | 1     | 4     | 4     |       | 1     |       |
| GPロシア杯        |       |       |       |       |       | 4     |       |       |       | 3     |       |       |
| 世界Jr.選手権     |       |       | 8     | 5     |       |       |       |       |       |       |       |       |
| JGPトラパネーゼ杯 |       |       |       | 3     |       |       |       |       |       |       |       |       |
| JGPバルト杯       |       |       |       | 5     |       |       |       |       |       |       |       |       |
| JGPメキシコ杯     |       |       | 4     |       |       |       |       |       |       |       |       |       |
| JGPサンジェルヴェ |       |       | 5     |       |       |       |       |       |       |       |       |       |

### 詳細
| 2013-2014 シーズン |                                    |    |          |        |
| 開催日             | 大会名                             | SP | FS       | 結果   |
| 2013年10月5日      | 2013年ジャパンオープン（さいたま） | -  | 2 123.99 | 2 団体 |

| 2011-2012 シーズン |                                    |    |          |        |
| 開催日             | 大会名                             | SP | FS       | 結果   |
| 2011年10月1日      | 2011年ジャパンオープン（さいたま） | -  | 2 112.74 | 1 団体 |

| 2010-2011 シーズン |                                    |    |          |        |
| 開催日             | 大会名                             | SP | FS       | 結果   |
| 2010年10月2日      | 2010年ジャパンオープン（さいたま） | -  | 1 122.71 | 2 団体 |

| 2009-2010 シーズン       |                                                    |         |          |          |
| 開催日                   | 大会名                                             | SP      | FS       | 結果     |
| 2010年2月12日 - 28日     | バンクーバーオリンピック（バンクーバー）           | 3 71.36 | 3 131.28 | 3 202.64 |
| 2010年1月11日 - 17日     | カナダフィギュアスケート選手権（ロンドン）         | 2 64.15 | 1 144.08 | 1 208.23 |
| 2009年12月3日 - 6日      | 2009/2010 ISUグランプリファイナル（東京）          | 4 60.94 | 5 95.77  | 5 156.71 |
| 2009年11月19日 - 22日    | ISUグランプリシリーズ スケートカナダ（キッチナー） | 1 70.00 | 1 112.90 | 1 182.90 |
| 2009年10月29日 - 11月1日 | ISUグランプリシリーズ 中国杯（北京）               | 7 52.12 | 2 111.06 | 3 163.18 |
| 2009年10月3日            | 2009年ジャパンオープン（さいたま）                 | -       | 1 126.39 | 2 団体   |

| 2008-2009 シーズン       |                                                      |         |          |          |
| 開催日                   | 大会名                                               | SP      | FS       | 結果     |
| 2009年4月16日 - 19日     | 2009年世界フィギュアスケート国別対抗戦（東京）       | 2 62.08 | 2 120.08 | 2 182.16 |
| 2009年3月23日 - 29日     | 2009年世界フィギュアスケート選手権（ロサンゼルス）   | 2 67.90 | 2 123.39 | 2 191.29 |
| 2009年2月2日 - 8日       | 2009年四大陸フィギュアスケート選手権（バンクーバー） | 2 66.90 | 2 117.01 | 2 183.91 |
| 2009年1月14日 - 18日     | カナダフィギュアスケート選手権（サスカトゥーン）     | 2 53.58 | 1 131.77 | 1 185.35 |
| 2008年12月10日 - 14日    | 2008/2009 ISUグランプリファイナル（高陽）            | 6 50.48 | 3 115.88 | 4 166.36 |
| 2008年11月13日 - 16日    | ISUグランプリシリーズ エリック・ボンパール杯（パリ） | 1 59.54 | 1 121.19 | 1 180.73 |
| 2008年10月30日 - 11月2日 | ISUグランプリシリーズ スケートカナダ（オタワ）       | 1 64.74 | 1 124.15 | 1 188.89 |

| 2007-2008 シーズン    |                                                        |         |          |          |
| 開催日                | 大会名                                                 | SP      | FS       | 結果     |
| 2008年3月17日 - 23日  | 2008年世界フィギュアスケート選手権（ヨーテボリ）       | 6 59.53 | 5 114.59 | 5 174.12 |
| 2008年2月11日 - 17日  | 2008年四大陸フィギュアスケート選手権（高陽）           | 3 60.04 | 2 119.50 | 2 179.54 |
| 2008年1月16日 - 20日  | カナダフィギュアスケート選手権（バンクーバー）         | 1 59.32 | 1 116.44 | 1 175.76 |
| 2007年11月22日 - 25日 | ISUグランプリシリーズ ロシア杯（モスクワ）             | 5 50.56 | 2 119.35 | 3 169.91 |
| 2007年11月1日 - 4日   | ISUグランプリシリーズ スケートカナダ（ケベックシティ） | 5 55.48 | 3 112.70 | 3 168.18 |

| 2006-2007 シーズン    |                                                              |          |          |           |
| 開催日                | 大会名                                                       | SP       | FS       | 結果      |
| 2007年4月29日         | 2007年ジャパンオープン（さいたま）                           | -        | 3 107.78 | 3 団体    |
| 2007年3月19日 - 25日  | 2007年世界フィギュアスケート選手権（東京）                   | 16 49.85 | 5 109.13 | 10 158.98 |
| 2007年2月5日 - 11日   | 2007年四大陸フィギュアスケート選手権（コロラドスプリングス） | 1 56.60  | 3 109.30 | 3 165.90  |
| 2007年1月15日 - 21日  | カナダフィギュアスケート選手権（ハリファックス）             | 1 56.89  | 1 113.76 | 1 170.65  |
| 2006年11月17日 - 19日 | ISUグランプリシリーズ エリック・ボンパール杯（パリ）         | 3 58.92  | 5 92.60  | 4 151.52  |
| 2006年11月2日 - 5日   | ISUグランプリシリーズ スケートカナダ（ビクトリア）           | 5 55.60  | 1 118.26 | 173.86    |

| 2005-2006 シーズン  |                                                        |         |         |          |          |
| 開催日              | 大会名                                                 | 予選    | SP      | FS       | 結果     |
| 2006年5月14日-日    | 2006年ジャパンオープン（さいたま）                     | -       | -       | -        | 2 団体   |
| 2006年3月19日-26日  | 2006年世界フィギュアスケート選手権（カルガリー）       | 1 29.28 | 7 56.38 | 8 103.75 | 7 189.41 |
| 2006年2月10日-26日  | トリノオリンピック（トリノ）                           | -       | 9 55.85 | 5 111.42 | 5 167.27 |
| 2006年1月9日-15日   | カナダフィギュアスケート選手権（オタワ）               | 1 26.35 | 1 56.42 | 1 113.06 | 1 195.83 |
| 2005年11月17日-20日 | ISUグランプリシリーズ エリック・ボンパール杯（パリ）   | -       | 4 57.08 | 5 110.14 | 4 167.22 |
| 2005年10月27日-30日 | ISUグランプリシリーズ スケートカナダ（セントジョンズ） | -       | 3 50.68 | 2 107.62 | 2 158.30 |

| 2004-2005 シーズン  |                                                      |         |         |          |           |
| 開催日              | 大会名                                               | 予選    | SP      | FS       | 結果      |
| 2005年3月14日-20日  | 2005年世界フィギュアスケート選手権（モスクワ）       | 5 23.65 | 9 56.40 | 15 92.94 | 11 172.99 |
| 2005年1月17日-23日  | カナダフィギュアスケート選手権（ロンドン）           | 2 27.35 | 1 60.81 | 1 123.12 | 1 211.28  |
| 2004年12月16日-19日 | 2004/2005 ISUグランプリファイナル（北京）            | -       | 3 55.68 | 2 101.00 | 3 156.68  |
| 2004年11月18日-21日 | ISUグランプリシリーズ エリック・ボンパール杯（パリ） | -       | 1 55.64 | 1 113.08 | 1 168.72  |
| 2004年11月11日-14日 | ISUグランプリシリーズ 中国杯（北京）                 | -       | 5 49.44 | 2 102.68 | 3 152.12  |

| 2003-2004 シーズン     |                                                    |      |         |          |           |
| 開催日                 | 大会名                                             | 予選 | SP      | FS       | 結果      |
| 2004年3月22日-28日     | 2004年世界フィギュアスケート選手権（ドルトムント） | 5    | 9       | 8        | 8         |
| 2004年1月19日-25日     | 2004年四大陸フィギュアスケート選手権（ハミルトン） | -    | 6       | 3        | 4         |
| 2004年1月5日-11日      | カナダフィギュアスケート選手権（エドモントン）     | 1    | 5       | 1        | 2         |
| 2003年11月20日-23日    | ISUグランプリシリーズ ロシア杯（モスクワ）         | -    | 4 50.56 | 4 88.74  | 4 139.30  |
| 2003年10月30日-11月3日 | ISUグランプリシリーズ スケートカナダ（ミシサガ）   | -    | 7 50.78 | 10 76.54 | 10 127.32 |

| 2002-2003 シーズン |                                                      |      |    |    |      |
| 開催日             | 大会名                                               | 予選 | SP | FS | 結果 |
| 2003年3月24日-30日 | 2003年世界フィギュアスケート選手権（ワシントンD.C.） | 9    | 16 | 19 | 17   |
| 2003年2月10日-16日 | 2003年四大陸フィギュアスケート選手権（北京）         | -    | 7  | 8  | 8    |
| 2003年1月6日-12日  | カナダフィギュアスケート選手権（サスカトゥーン）     | 2    | 3  | 2  | 2    |

| 2001-2002 シーズン  |                                                        |      |    |    |      |
| 開催日              | 大会名                                                 | 予選 | SP | FS | 結果 |
| 2002年3月3日-10日   | 2002年ジュニア世界フィギュアスケート選手権（ハーマル） | 2    | 8  | 5  | 5    |
| 2002年1月21日-27日  | 2002年四大陸フィギュアスケート選手権（全州）           | -    | 10 | 9  | 9    |
| 2002年1月8日-13日   | カナダフィギュアスケート選手権（ハミルトン）           | 1    | 5  | 2  | 3    |
| 2001年11月7日-11日  | ISUジュニアグランプリ トラパネーゼ杯（ミラノ）         | -    | 4  | 2  | 3    |
| 2001年10月11日-14日 | ISUジュニアグランプリ バルト杯（グダニスク）           | -    | 7  | 4  | 5    |

| 2000-2001 シーズン   |                                                             |      |    |    |      |
| 開催日               | 大会名                                                      | 予選 | SP | FS | 結果 |
| 2001年2月26日-3月2日 | 2001年世界ジュニアフィギュアスケート選手権（ソフィア）      | 7    | 6  | 9  | 8    |
| 2001年1月16日-21日   | カナダフィギュアスケート選手権 ジュニアクラス（ウィニペグ） | -    | 1  | 2  | 1    |
| 2000年9月14日-17日   | ISUジュニアグランプリ メキシコ杯（メキシコシティ）          | -    | 5  | 4  | 4    |
| 2000年8月23日-26日   | ISUジュニアグランプリ サンジェルヴェ（サン・ジェルヴェ）    | -    | 7  | 6  | 5    |

## プログラム使用曲
| シーズン  | SP | FS                                                                                       | EX                                                                       |
| --------- | --- | ---------------------------------------------------------------------------------------- | ------------------------------------------------------------------------ |
| 2009-2010 | ラ・クンパルシータ 作曲：ヘラルド・マトス・ロドリゲス                                                                      | サムソンとデリラ 作曲：カミーユ・サン＝サーンス                                          | オブジェクション ボーカル：シャキーラVole ボーカル：セリーヌ・ディオン   |
| 2008-2009 | サマータイム/女は一時の慰みものさ 作曲：ジョージ・ガーシュウィン 演奏：江口晶、ギル・シャハム 振付：シェイ＝リーン・ボーン | アランフエス協奏曲 作曲：ホアキン・ロドリーゴ 振付：ローリー・ニコル                     | ダイ・アナザー・デイ ボーカル：マドンナ                                  |
| 2007-2008 | ピアノ協奏曲第1番 作曲：ピョートル・チャイコフスキー ピアノ協奏曲 作曲：ロベルト・シューマン                               | ミュージカル「ドン・ファン」より 作曲：フェリックス・グレイ 振付：デヴィッド・ウィルソン | サマータイム ボーカル：レネー・オルステッド 振付：シェイ＝リーン・ボーン |
| 2006-2007 | リトル・ウィング 作曲：ジミ・ヘンドリックス                                                                                | ミュージカル「ドン・ファン」より 作曲：フェリックス・グレイ 振付：デヴィッド・ウィルソン | Vole ボーカル：セリーヌ・ディオン                                        |
| 2005-2006 | ライク・ア・プレイヤー 作曲：マドンナ、パトリック・レナード                                                                | 枯葉 作曲：ジョゼフ・コズマ 愛の賛歌 作曲：マルグリット・モノー                          | ライク・ア・プレイヤー ボーカル：マドンナ                                |
| 2004-2005 | ドゥムキー 作曲：アントニン・ドヴォルザーク                                                                                | 火の鳥 作曲：イーゴリ・ストラヴィンスキー                                                | Labour Of Love by Frente!                                                |
| 2003-2004 | Metamorphoses 作曲：ウィリー・シュワルツ                                                                                   | Il Etait Une Fois Le Diable 作曲：エンニオ・モリコーネ                                   | 黒くぬれ! 演奏：ヴァネッサ・カールトン                                   |